# Prieuré d'Aleyrac
Le prieuré d'Aleyrac est un prieuré roman situé sur le territoire de la commune d'Aleyrac dans le département français de la Drôme en région Auvergne-Rhône-Alpes.

## Localisation
Le prieuré, en ruines, est situé au sud-est d'Aleyrac, sur la route départementale 809 menant à Taulignan.

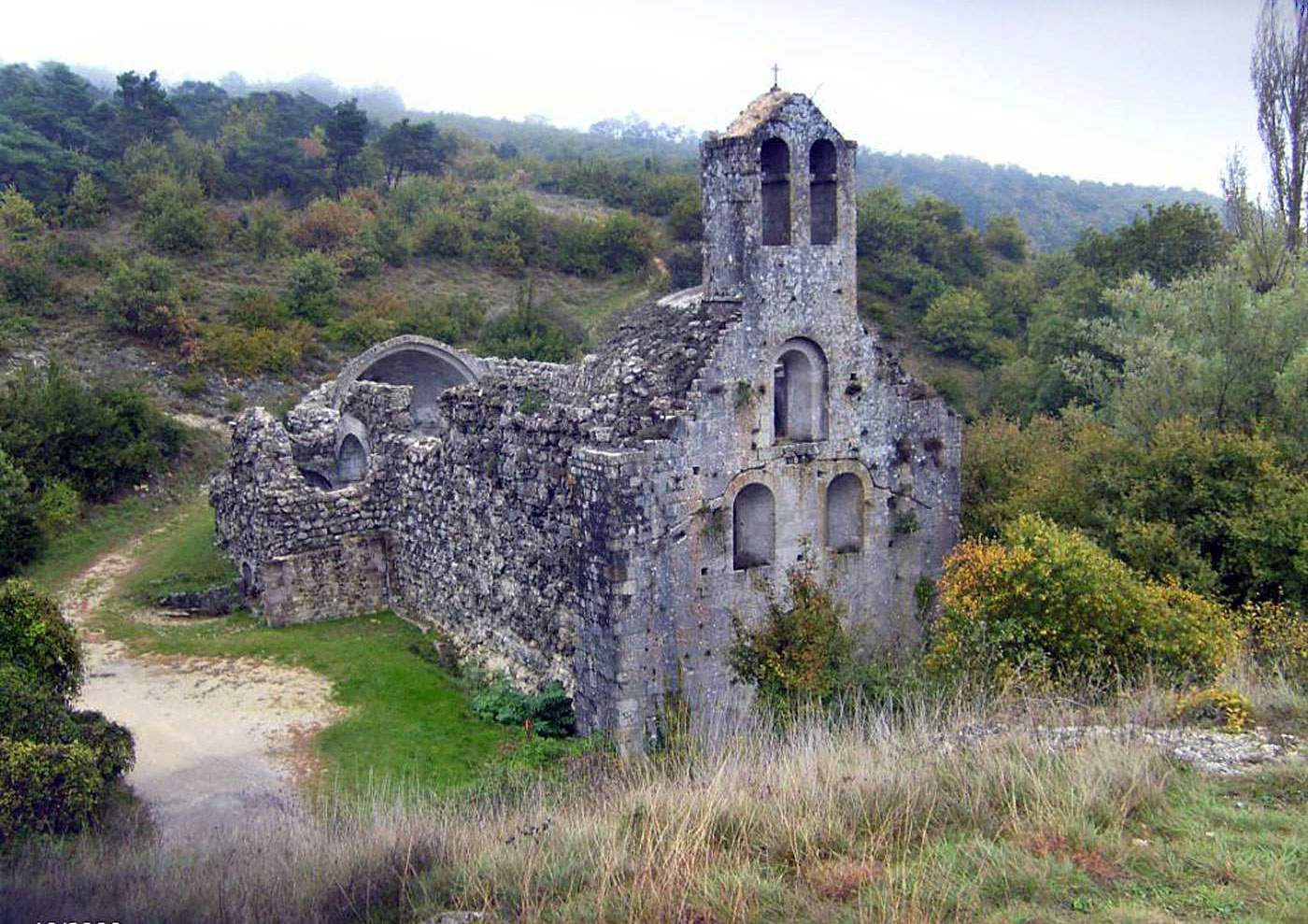
Vue générale des ruines.

## Historique
L'église priorale Notre-Dame, en ruines, est tout ce qui subsiste du prieuré bénédictin d'Aleyrac, dont les bâtiments monastiques ont entièrement disparu. Cette église porte le nom de "Notre-Dame-la-Brune", c'est-à-dire "Notre-Dame-de-la-Source". En effet, dans l'enceinte de l'église sort une source captée, toujours accessible.
Elle fait l'objet d'un classement au titre des monuments historiques depuis le 13 novembre 1905.

## Architecture

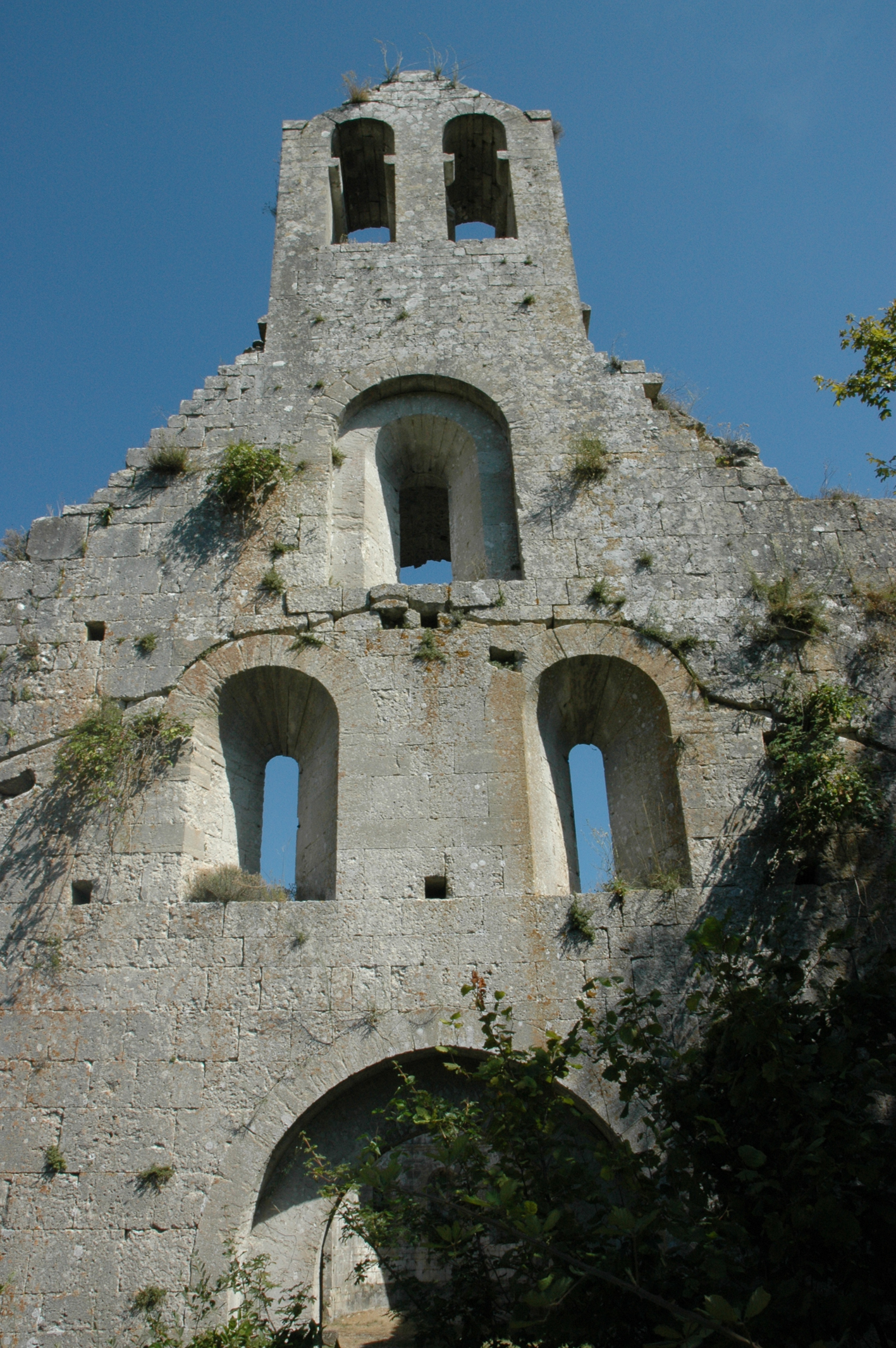
Vue de la façade de la priorale.

L'église prieurale conserve une façade percée d'une porte cintrée surmontée de deux baies cintrées à simple ébrasement, à leur tour surmontées d'une baie cintrée à double ébrasement.
Cette façade, que l'on pourrait qualifier de clocher-mur, est sommée d'un clocheton à deux baies campanaires.
À l'intérieur, les murs de la nef sont rythmés par de grands arcs de décharge séparés par des pilastres plats.
Le chevet est orné d'une voûte en cul-de-four dont le départ est pentagonal.